# Popla
Popla is een van oorsprong Nederlands merk toiletpapier. Het werd in 1962 geïntroduceerd door de papierfabriek Page in het Limburgse Gennep, waarvoor een nieuwe fabriek werd gebouwd. De oorspronkelijke Pagefabriek bestond van 1924 tot 1999. Sinds 1996 maakt het bedrijf deel uit van het Amerikaanse bedrijf Kimberly-Clark.
De beide fabrieken in Gennep werden in 1999 gesloten en Popla wordt sindsdien elders geproduceerd. Ter gelegenheid van de sluiting van de fabriek in Gennep in 1999 werd een tentoonstelling ingericht.

## Slogan
Het meest bekend werd het merk in de sterreclame waarbij in een tekenfilmpje op de wijs van het kinderliedje Hoedje van papier wordt gezongen: "Popla is, Popla is, een twee drie vier, zacht toiletpapier. Koning, keizer, admiraal, Popla kennen ze allemaal. Een twee drie vier, sterk toiletpapier". Aan het eind verschijnt in opvallende tekst de claim "Wel 1000 vel!". In de animatie komen een koning, keizer en admiraal achter een hofnar een paleis binnen en worden verwelkomd door de hofhouding, ieder vergezeld door een lakei met op een dienblad vier rollen Popla.

## Trivia
Bij onderzoek van een pakket van vier rollen Popla ontdekte iemand dat er niet precies duizend maar 996 vellen aanwezig waren. Daarop besloot Page de rollen ietwat te verlengen.